# Selección de baloncesto del Líbano
La selección de baloncesto del Líbano es el equipo formado por jugadores de nacionalidad libanesa que representa a la Federación Libanesa de Baloncesto en las competiciones internacionales organizadas por la Federación Internacional de Baloncesto (FIBA) o el Comité Olímpico Internacional (COI): los Juegos Olímpicos, la Copa Mundial de Baloncesto y el Campeonato FIBA Asia.
El Líbano es considerado uno de los mejores equipos de Asia y terminó subcampeón del Campeonato FIBA Asia en cuatro ocasiones (2001, 2005, 2007 y 2022). El equipo también ha participado en la Copa Mundial de Baloncesto en cuatro ocasiones (2002, 2006, 2010 y 2023), sin poder clasificarse más allá de la ronda preliminar en las cuatro ocasiones.
En 2013, la FIBA prohibió al Líbano participar en todos los eventos sancionados después de intervenciones políticas en el baloncesto libanés. Por lo tanto, Líbano no participó en el Campeonato FIBA Asia 2013, perdiendo la oportunidad de clasificarse para la Copa Mundial de Baloncesto FIBA 2014 por cuarta vez consecutiva. La prohibición fue levantada a principios de 2014 tras la elección de una nueva federación de baloncesto.

## Historia

### Historia temprana
La primera vez que se jugó baloncesto en el Líbano fue a mediados de la década de 1920 en la Universidad Americana de Beirut. La Federación Libanesa de Baloncesto (en francés: Fédération Libanaise de Basketball) se fundó conjuntamente más tarde en 1949 junto con la Federación Libanesa de Voleibol.
La negativa de la Unión Soviética a albergar el EuroBasket 1949 y la falta de voluntad de FIBA Europa de pedir a Checoslovaquia que albergara torneos consecutivos significaron que Egipto, medallista de bronce de 1947, fue el anfitrión de la competición. Debido a dificultades de viaje y temores, pocos equipos europeos viajarían al país africano para competir. Al Líbano, así como a Siria, se les pidió competir en el campeonato europeo a pesar de ser países asiáticos. El Líbano hizo su debut en el campeonato europeo. Perdieron sus seis juegos en el torneo de todos contra todos de siete equipos, terminando en séptimo y último lugar.
El Líbano volvió a jugar la competición europea en el EuroBasket de 1953 en Moscú. Perdieron los cuatro de su ronda preliminar, incluido uno por abandono cuando el equipo se negó a jugar contra Israel. El equipo pudo derrotar a Suecia en la primera ronda de clasificación, lo que les dio su primera victoria en el EuroBasket. Quedaron cuartos en su grupo de cinco equipos, avanzando a los juegos de clasificación 13-16. Perdieron el primer partido 58-56 ante Alemania Occidental, pero ganaron contra Dinamarca 74-40 para ocupar el puesto 15 de los 17 equipos.

### 2000-2010: tres veces subcampeón asiático y clasificación para la Copa del Mundo
Líbano terminó en segundo lugar en el Campeonato ABC de 2001 después de una derrota 63–97 ante China en la final. El escolta libanés Walid Doumiati fue nombrado mejor creador de juego del torneo y fue seleccionado para el All-Star Five junto con el delantero de su equipo Fadi El Khatib. Esa medalla de plata otorgó a Líbano la participación en el Campeonato Mundial FIBA 2002, donde perdió en la primera ronda.
En el Campeonato FIBA Asia 2005, el equipo libanés llegó a la final por segunda vez, pero no logró ganar el oro debido a una derrota por 61–77 contra China. El jugador libanés Fadi El Khatib fue galardonado con el premio al mejor delantero del torneo y fue seleccionado para el All-Star Five junto con el jugador central de su equipo Joe Vogel. Con el subcampeonato, los cedros se clasificaron para el Campeonato Mundial FIBA 2006. A pesar de ganar 82–72 contra Venezuela y 74–73 contra Francia, el Líbano no logró clasificarse para los octavos de final de ese Campeonato Mundial.
Líbano terminó subcampeón por tercera vez en el Campeonato FIBA Asia 2007, perdiendo ante Irán 74–69 en la final. Esa derrota impidió que el Líbano se clasificara para los Juegos Olímpicos de Pekín 2008.
En el Campeonato FIBA Asia 2009, Líbano alcanzó las semifinales, pero las derrotas ante China y Jordania impidieron que el equipo se clasificara directamente para el Campeonato Mundial de 2010. Afortunadamente, ese año se le concedió al Líbano un lugar comodín para su tercera participación consecutiva en la Copa del Mundo. Una sola victoria 81–71 contra Canadá no fue suficiente para que Líbano avanzara más allá de la fase de grupos en el Campeonato Mundial FIBA 2010.

### Suspensión FIBA 2013 y ramificaciones
Desde julio de 2013, Líbano cumplió una suspensión indefinida aprobada por la FIBA. Esto se produjo después de que las partes dentro de la federación nacional de baloncesto del país no lograran resolver sus diferencias, lo que obligó a FIBA Asia a suspender al país de todos sus eventos sancionados hasta nuevo aviso a pesar de que el secretario general de FIBA Asia, Hagop Khatcherian, es libanés. Sin embargo, el 8 de mayo de 2014, tras recientes apelaciones de la Federación Libanesa, la FIBA finalmente levantó la prohibición permitiendo al equipo nacional competir una vez más en el escenario internacional.
El Campeonato FIBA Asia 2013 fue el campeonato intercontinental de baloncesto organizado por FIBA Asia que sirvió como torneo clasificatorio para la Copa Mundial de Baloncesto FIBA 2014 en España. El torneo se celebró del 1 al 11 de agosto en Metro Manila, Filipinas. Se suponía que Beirut, Líbano, sería el anfitrión del torneo, pero los derechos de hospedaje fueron otorgados a Filipinas citando la Guerra Civil Siria y las preocupaciones de seguridad en el Medio Oriente en general. Este es también el último Campeonato Asiático que servirá como ronda de clasificación para la Copa Mundial de Baloncesto FIBA, ya que se utilizará un sistema de competencia de ciclo de dos años a partir de la clasificación para la Copa Mundial 2019.
Líbano se clasificó originalmente para el torneo después de quedar segundo en el Campeonato de Baloncesto de Asia Occidental de 2013. Sin embargo, después de que la federación de baloncesto del país fuera suspendida indefinidamente por la FIBA debido a conflictos no resueltos dentro de la federación nacional de baloncesto del país, fueron reemplazados por Irak, cuarto clasificado. Pero Irak declinó debido a la falta de preparación, y FIBA Asia recurrió a los Emiratos Árabes Unidos para reemplazarlos. Sin embargo, los Emiratos Árabes Unidos también rechazaron la invitación por el mismo motivo, y después de la confirmación de la FIBA de la suspensión de la federación libanesa, FIBA Asia decidió no aceptar más reemplazos, reduciendo el número total de equipos a 15. Esto dejó al Grupo B con solo tres equipos, y algunos juegos se trasladaron desde el Estadio Ninoy Aquino para compensar los juegos perdidos que involucraban al Líbano. De este modo, todos los equipos del Grupo B se clasifican automáticamente para la segunda ronda, independientemente del resultado de sus partidos de primera ronda.

### 2020-presente: subcampeón asiático y regreso al Mundial
Después de más de una década, el Líbano volvió a poder llegar a la final y terminar en segundo lugar en el Campeonato FIBA Asia 2022 después de una derrota por 73-75 contra Australia. Fue la cuarta vez que Líbano ganó la Plata en el Campeonato FIBA Asia, ya que también la ganó en 2001, 2005 y 2007. Además, el base libanés Wael Arakji fue nombrado MVP del torneo y mejor base, y fue seleccionado para el All-Star Five.
Más tarde, ese mismo año, Líbano se clasificó para la Copa Mundial de Baloncesto FIBA 2023. Los cedros perdieron sus tres partidos en la primera ronda, pero cerraron su campaña en la Copa del Mundo con victorias consecutivas, 94–84 sobre Costa de Marfil y 81–73 sobre Irán, en la ronda de clasificación.
Debido a que terminó en el puesto 23 del ranking general en la Copa Mundial de Baloncesto FIBA 2023, Líbano obtuvo participación en el Torneo Preolímpico FIBA en el verano de 2024, donde veinticuatro equipos competirán por los últimos cuatro boletos para los Juegos Olímpicos.

## Plantilla
- Lista de jugadores convocados que disputaron la Copa Mundial de Baloncesto de 2023.[21]

| Líbano                  | Líbano            | Líbano | Líbano | Líbano | Líbano      |
| Num                     | Jugador           | Pos    | Altura | Edad   | Equipo      |
| ----------------------- | ----------------- | ------ | ------ | ------ | ----------- |
| 00                      | Mark Alkhoury     | A      | 1,96 m | 25     | Dynamo LBN  |
| 4                       | Omari Spellman    | AP     | 2,05 m | 26     | Anyang KGC  |
| 5                       | Amir Saoud        | E      | 1,87 m | 32     | Al-Riyadi   |
| 6                       | Jad Khalil        | B      | 1,85 m | 26     | Dynamo LBN  |
| 7                       | Karim Zeinoun     | E      | 1,88 m | 24     | Al-Riyadi   |
| 9                       | Sergio El Darwich | E      | 1,94 m | 27     | Beirut Club |
| 10                      | Ali Mansour       | B      | 1,85 m | 25     | Al-Riyadi   |
| 11                      | Ali Haidar        | AP     | 2,06 m | 33     | Alkaramah   |
| 14                      | Karim Ezzedine    | AP     | 2,06 m | 26     | Dynamo LBN  |
| 20                      | Wael Arakji       | B      | 1,93 m | 28     | Al-Riyadi   |
| 24                      | Hayk Gyokchyan    | AP     | 2,03 m | 33     | Al-Riyadi   |
| 25                      | Ali Mezher        | B      | 1,82 m | 29     | Beirut Club |
| Entrenador: Jad El Hajj |                   |        |        |        |             |

## Partidos

### Próximos encuentros
| Fecha                   | Ciudad      | Competición                | Local           |                            | Resultado |                                       | Visitante     |
| ----------------------- | ----------- | -------------------------- | --------------- | -------------------------- | --------- | ------------------------------------- | ------------- |
| 13 de julio de 2022     | Yakarta     | Copa FIBA Asia 2022        | Líbano          | Bandera de Líbano          | 95:80     | Bandera de Filipinas                  | Filipinas     |
| 15 de julio de 2022     | Yakarta     | Copa FIBA Asia 2022        | Nueva Zelanda   | Bandera de Nueva Zelanda   | 72:86     | Bandera de Líbano                     | Líbano        |
| 17 de julio de 2022     | Yakarta     | Copa FIBA Asia 2022        | India           | Bandera de la India        | 63:104    | Bandera de Líbano                     | Líbano        |
| 20 de julio de 2022     | Yakarta     | Copa FIBA Asia 2022        | Líbano          | Bandera de Líbano          | 72:69     | Bandera de la República Popular China | China         |
| 23 de julio de 2022     | Yakarta     | Copa FIBA Asia 2022        | Jordania        | Bandera de Jordania        | 85:86     | Bandera de Líbano                     | Líbano        |
| 24 de julio de 2022     | Yakarta     | Copa FIBA Asia 2022        | Líbano          | Bandera de Líbano          | 73:75     | Bandera de Australia                  | Australia     |
| 25 de agosto de 2022    | Zouk Mikael | Clasificación Mundial 2023 | Líbano          | Bandera de Líbano          | 85:81     | Bandera de Filipinas                  | Filipinas     |
| 29 de agosto de 2022    | Bangalore   | Clasificación Mundial 2023 | India           | Bandera de la India        | 63:95     | Bandera de Líbano                     | Líbano        |
| 10 de noviembre de 2022 | Beirut      | Clasificación Mundial 2023 | Líbano          | Bandera de Líbano          | 77:65     | Bandera de Nueva Zelanda              | Nueva Zelanda |
| 13 de noviembre de 2022 | Beirut      | Clasificación Mundial 2023 | Líbano          | Bandera de Líbano          | 103:74    | Bandera de la India                   | India         |
| 24 de febrero de 2023   | Bulacán     | Clasificación Mundial 2023 | Filipinas       | Bandera de Filipinas       | 107:96    | Bandera de Líbano                     | Líbano        |
| 27 de febrero de 2023   | Wellington  | Clasificación Mundial 2023 | Nueva Zelanda   | Bandera de Nueva Zelanda   | 106:91    | Bandera de Líbano                     | Líbano        |
| 25 de agosto de 2023    | Yakarta     | Copa Mundial 2023          | Letonia         | Bandera de Letonia         | 109:70    | Bandera de Líbano                     | Líbano        |
| 27 de agosto de 2023    | Yakarta     | Copa Mundial 2023          | Líbano          | Bandera de Líbano          | 73:128    | Bandera de Canadá                     | Canadá        |
| 29 de agosto de 2023    | Yakarta     | Copa Mundial 2023          | Líbano          | Bandera de Líbano          | 79:85     | Bandera de Francia                    | Francia       |
| 31 de agosto de 2023    | Yakarta     | Copa Mundial 2023          | Costa de Marfil | Bandera de Costa de Marfil | 84:94     | Bandera de Líbano                     | Líbano        |
| 2 de septiembre de 2023 | Yakarta     | Copa Mundial 2023          | Irán            | Bandera de Irán            | 73:81     | Bandera de Líbano                     | Líbano        |

## Historial

### Copa Mundial
Resultado General: 47.º puesto
| Copa Mundial de Baloncesto |
| --- |
| - 1950: No calificó - 1954: No calificó - 1959: No calificó - 1963: No calificó - 1967: No calificó - 1970: No calificó - 1974: No calificó - 1978: No calificó - 1982: No calificó - 1986: No calificó - 1990: No calificó - 1994: No calificó - 1998: No calificó - 2002: 16° Lugar - 2006: 17° Lugar - 2010: 21° Lugar - 2014: No calificó - 2019: No calificó - 2023: 23° Lugar - 2027: TBD |

### Juegos Olímpicos
| Baloncesto en los Juegos Olímpicos |
| --- |
| - Berlín 1936: No calificó - Londres 1948: No calificó - Helsinki 1952: No calificó - Melbourne 1956: No calificó - Roma 1960: No calificó - Tokio 1964: No calificó - México 1968: No calificó - Múnich 1972: No calificó - Montreal 1976: No calificó - Moscú 1980: No calificó - Los Ángeles 1984: No calificó - Seúl 1988: No calificó - Barcelona 1992: No calificó - Atlanta 1996: No calificó - Sídney 2000: No calificó - Atenas 2004: No calificó - Pekín 2008: No calificó - Londres 2012: No calificó - Río 2016: No calificó - Tokio 2020: No calificó - París 2024: No calificó |

### Campeonato FIBA Asia
| Campeonato FIBA Asia | Campeonato FIBA Asia | Campeonato FIBA Asia | Campeonato FIBA Asia | Campeonato FIBA Asia | Campeonato FIBA Asia |
| -------------------- | -------------------- | -------------------- | -------------------- | -------------------- | -------------------- |
| - 1960: No calificó  |                      | - 1983: No calificó  |                      | - 2005:              |                      |
| - 1963: No calificó  |                      | - 1985: No calificó  |                      | - 2007:              |                      |
| - 1965: No calificó  |                      | - 1987: No calificó  |                      | - 2009: 4° Lugar     |                      |
| - 1967: No calificó  |                      | - 1989: No calificó  |                      | - 2011: 6° Lugar     |                      |
| - 1969: No calificó  |                      | - 1991: No calificó  |                      | - 2013: No calificó  |                      |
| - 1971: No calificó  |                      | - 1993: No calificó  |                      | - 2015: 5° Lugar     |                      |
| - 1973: No calificó  |                      | - 1995: No calificó  |                      | - 2017: 6° Lugar     |                      |
| - 1975: No calificó  |                      | - 1997: No calificó  |                      | - 2022:              |                      |
| - 1977: No calificó  |                      | - 1999: 7° Lugar     |                      | - 2025: ?            |                      |
| - 1979: No calificó  |                      | - 2001:              |                      |                      |                      |
| - 1981: No calificó  |                      | - 2003: 4° Lugar     |                      |                      |                      |

## Palmarés
- Campeonato FIBA Asia:
  -  Subcampeón (4): 2001, 2005, 2007, 2022

- Campeonato WABA:
  -   Campeón (5): 2000, 2008, 2012, 2015, 2017
  -  Subcampeón (4): 1999, 2001, 2005, 2013

- Campeonato Árabe de Baloncesto:
  -   Campeón (1): 2022
  -  Subcampeón (1): 2010
  -  Tercer lugar (1): 1974

- Juegos Panárabes:
  -   Campeón (1): 1954
  -  Subcampeón (1): 1961

- Desafío FIBA Asia:
  -   Campeón (1): 2010